# Cieneguillas (Tarija)
Cieneguillas ist eine Ortschaft im Departamento Tarija im südamerikanischen Andenstaat Bolivien.

## Lage im Nahraum
Cieneguillas ist der zweitgrößte Ort des Kanton Tomayapo im Municipio El Puente in der Provinz Eustaquio Méndez. Die Ortschaft liegt auf einer Höhe von 3293 m an einem der rechten Zuflüsse des Quebrada Agua y Toro, der in den Río Tomayapo, einen rechten Nebenfluss des Río San Juan del Oro, mündet.

## Geographie
Cieneguillas liegt im südöstlichen Teil der kargen Hochebene des bolivianischen Altiplano. Das Klima ist wegen der Binnenlage kühl und trocken und durch ein typisches Tageszeitenklima gekennzeichnet, bei dem die mittleren Temperaturschwankungen zwischen Tag und Nacht in der Regel deutlich größer sind als die jahreszeitlichen Schwankungen.
Die Jahresdurchschnittstemperatur liegt bei 11 °C (siehe Klimadiagramm Yunchará) und schwankt nur unwesentlich zwischen gut 6 °C im Juni/Juli und gut 14 °C von November bis März. Der Jahresniederschlag beträgt nur knapp 400 mm, mit einer stark ausgeprägten Trockenzeit von April bis Oktober mit Monatsniederschlägen unter 15 mm, und einer Feuchtezeit von Dezember bis Februar mit 80–95 mm Monatsniederschlag.

## Verkehrsnetz
Cieneguillas liegt in einer Entfernung von 58 Straßenkilometern nordwestlich von Tarija, der Hauptstadt des gleichnamigen Departamentos.
Von Tarija aus führt die Nationalstraße Ruta 1 nach Norden, durchsticht die Cordillera de Sama in nordwestlicher Richtung und führt über die Ortschaft San Lorencito nach Cieneguillas und weiter nach Camargo, Padcoyo und Potosí.

## Bevölkerung
Die Einwohnerzahl der Ortschaft ist im vergangenen Jahrzehnt aufgrund des Ausbaus der Ruta 1 auf fast das Doppelte angestiegen:
| Jahr | Einwohner         | Quelle       |
| ---- | ----------------- | ------------ |
| 1992 | keine Detaildaten | Volkszählung |
| 2001 | 51                | Volkszählung |
| 2012 | 93                | Volkszählung |
| 2024 |                   | Volkszählung |